# Prise de la citadelle de Namur
Pour les articles homonymes, voir Siège de Namur.
Guerre de Quatre-Vingts Ans
Batailles
- Chronologie de la guerre de Quatre-Vingts Ans
- Valenciennes
- Austruweel
- Rheindalen
- Heiligerlee
- Jemmingen
- Jodoigne
- Brielle
- 1er Flessingue
- Malines
- Goes
- Mons
- Haarlem
- 2e Flessingue
- Borsele
- Zuiderzee
- Alkmaar
- Leyde
- Reimerswaal
- Mook
- Lillo
- Zierikzee
- 1er Anvers
- 1er Bréda
- Gembloux
- Rijmenam
- 1er Deventer
- Maastricht
- 2e Bréda
- Açores
- 2e Anvers
- 3e Anvers
- Boksum
- Zutphen
- 1er Berg-op-Zoom
- Gravelines
- 3e Bréda
- 2e Deventer
- Groningue
- Huy
- 1er Groenlo1
- 2e Groenlo
- Turnhout
- Nieuport
- Ostende
- L'Écluse
- 3e Groenlo
- Saint-Vincent
- Gibraltar
- Saint-Vincent (1621)
- 2e Berg-op-Zoom
- 4e Bréda
- 4e Groenlo
- Matanzas
- Bois-le-Duc
- Abrolhos
- Slaak
- Maastricht
- 5e Bréda
- Cabañas
- Calloo
- Les Downs
- Saint-Vincent (1641)
- Hulst
- Cavite

La prise de la citadelle de Namur du 24 juillet 1577, aussi connu sous le nom de « coup de Namur », est un évènement de la guerre de Quatre-Vingts Ans qui voit le gouverneur des Pays-Bas, Don Juan d'Autriche, s'emparer de la citadelle de Namur. Il met fin à une trêve des hostilités de près de six mois et, par là même, à la période la plus favorable pour les États généraux.

## Contexte
Lorsqu'il arrive aux Pays-Bas, le nouveau gouverneur Don Juan d'Autriche hérite d'une situation peu aisée : l'Armée des Flandres n'a plus reçu sa solde depuis la mort en mars 1576 de son prédécesseur, Requesens, et de nombreux soldats se mutinent et s'adonnent à ses saccages (la tristement célèbre furie espagnole), ce qui mène à la Pacification de Gand qui voit s'unir toutes les provinces des Pays-Bas contre la présence espagnole sur leurs territoires (novembre 1576). Les nobles catholiques et protestants, poussés dans les bras les des autres par les mutineries espagnoles, exigent, entre autres, le départ immédiat des troupes hispano-italiennes. L'Union de Bruxelles du 9 janvier 1577 précise que si la Pacification de Gand est acceptée, la foi catholique sera maintenue et Philippe II sera reconnu comme roi tandis que Don Juan sera accepté comme gouverneur. Don Juan entame des négociations avec les États généraux, qui aboutissent le 12 février 1577 à l'Édit perpétuel de Marche-en-Famenne qui accède à ces exigences. La trêve ainsi conclue signifie que toutes les troupes espagnoles et italiennes doivent quitter les Pays-Bas (hormis le Luxembourg) et que les États généraux eux-mêmes assurent le maintien du catholicisme. En mars et avril, les troupes étrangères commencent effectivement à se retirer. L'Édit perpétuel est ratifié par Philippe II le 7 avril, et le 10 mai 1577, Don Juan effectue sa Joyeuse Entrée dans Bruxelles et jure solennellement sur la bible de respecter la Pacification de Gand et les privilèges accordés aux Pays-Bas. 
Cependant, Guillaume d'Orange, Philippe de Marnix de Sainte-Aldegonde et d'autres nobles aux convictions similaires ne sont toujours pas satisfaits de la tournure des évènements. Lors de négociations menées à Mont-Sainte-Gertrude, Guillaume d'Orange déverse sa colère sur Philippe III de Croÿ (qui avait négocié avec Don Juan) et lui promet un sort similaire à celui rencontré par les comtes d'Egmont et de Hornes (nl), montre son mécontentement face à la restauration du catholicisme et ne trouve pas convaincantes les garanties que son fils Philippe-Guillaume d'Orange reviendrait de captivité.
Lorsque Guillaume d'Orange finit par rejeter l'Édit perpétuel, Don Juan déclare ouvertement qu'il viole ainsi la Pacification de Gand.
Don Juan se sent lui-même de plus en plus en danger et craint pour sa vie. Dans les négociations qu'il mène à Bruxelles, Malines et Louvain, les succès sont inexistants et les comportements à son égard sont hostiles. Le gouverneur ne voit pas d'autre solution que de rappeler l'armée d'Italie et du Luxembourg et de prendre possession de la stratégique citadelle de Namur.

## Déroulement
La capture du château se fait sans mal : Don Juan et sa garde, ainsi que quelques gentilshommes fidèles (parmi lesquels des fils Berlaymont : Charles, Claude et Gilles) arrivent à la citadelle de Namur, sous prétexte de jeter un coup d'œil sur les environs en allant chasser dans la forêt de Marlagne. Le prince est reçu sans méfiance par le châtelain Jean de Bourgogne, seigneur de Froidmont. En effet, la trêve dure depuis plus de cinq mois, des négociations sont en cours, et Don Juan a été officiellement reconnu par les États généraux comme gouverneur. La surprise est donc de taille lorsque, une fois à l'intérieur de la forteresse, lui et ses troupes sortent leurs armes et s'emparent de la place. Les troupes du seigneur de Froidmont se rendent sans résistance. Don Juan place alors rapidement à Namur une garnison wallonne, sous le commandement de Jean de Croÿ, comte de Rœulx.

## Conséquences
L'occupation militaire de la citadelle de Namur est une violation ouverte des accords conclus et constitue une menace pour les provinces rebelles mal préparées dirigées par les États généraux. Toute une série de nobles tournent alors le dos à la Révolte et rejoignent Don Juan, tandis que d'autres se rallient de nouveau à Guillaume d'Orange. L'unité des rebelles modérés et radicaux est rompue, et le gouffre se creuse rapidement entre les deux partis après la chute de Namur. 
En guise de protestation, Guillaume d'Orange fait son entrée triomphale à Bruxelles pour montrer que le peuple se tient derrière lui et la Révolte, et qu'il n'a pas peur de la démonstration de force espagnole.
Les calvinistes radicaux en Flandre vont encore plus loin et prennent le pouvoir : Jan van Hembyse et François van Ryhove se débarrassent du modéré Philippe III de Croÿ et créent la République de Gand, sur fond d'une féroce campagne anti-catholique.
En réaction, les Malcontents catholiques abandonnent désormais la révolte et, menés par Emmanuel et Philipe de Lalaing, se retournent contre leurs anciens frères protestants.
La division ainsi semée est l'une des causes de l'écrasante défaite des États généraux à Gembloux six mois plus tard. Même si les Pays-Bas semblaient si unis et plus proches de la victoire totale au printemps 1577 qu'à tout autre moment de la guerre, cette seule provocation montrait à quel point la pacification de Gand avait été fragile.